# 佩特魯·拉庫

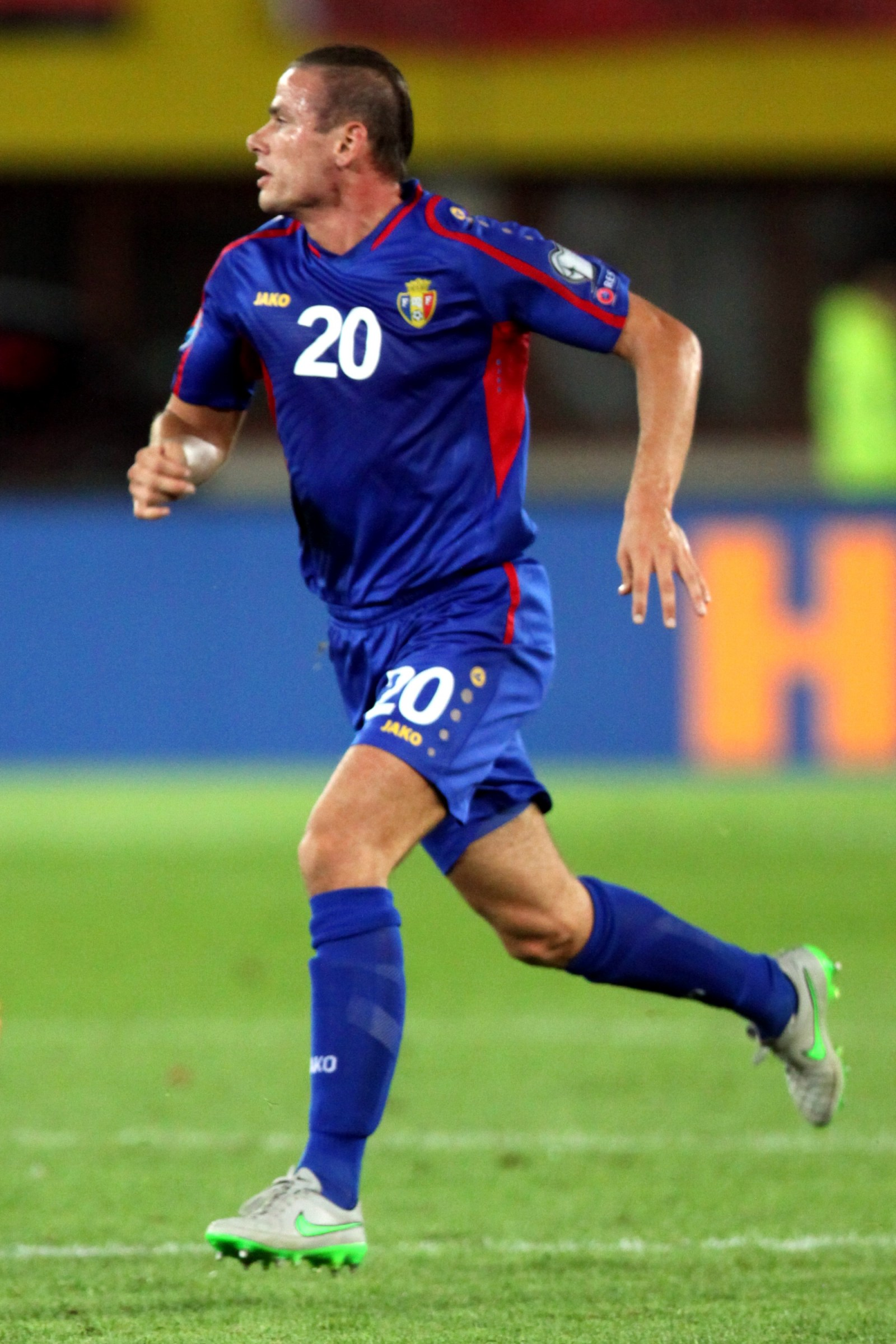
佩特魯·拉庫

佩特魯·拉庫（羅馬尼亞語：Petru Racu；1987年7月17日—）是一位摩爾多瓦足球運動員。在場上的位置是後衛。他現在效力於摩爾多瓦國家足球聯賽球隊米爾沙米足球俱樂部。他也代表摩爾多瓦國家足球隊參賽並且是摩爾多瓦的隊長。